# Joe Nasco
Joseph „Joe“ Nasco (* 18. Juni 1984 in Kissimmee, Florida) ist ein US-amerikanischer Fußballspieler auf der Position eines Torwarts. Nasco, der seine Karriere als Fußballspieler für einige Jahre unterbrach, um als Police Officer (Deputy Sheriff) am Gordon County Sheriff’s Office zu arbeiten, fand erst im Jahre 2012 den Weg in den Profifußball und debütierte zwei Jahre später, mittlerweile 30-jährig, in der höchsten nordamerikanischen Fußballliga. Mittlerweile ist der nur selten eingesetzte Fußballspieler auch als Torwart-, Co- und Nachwuchstrainer aktiv.

## Karriere

### Karrierebeginn
Joe Nasco wurde als Sohn von Don C. Nasco (1951–2006) in der Stadt Kissimmee im US-Bundesstaat Florida geboren, wo er unter anderem an der Seite seiner Schwester Kayla und seines Bruders Tony aufwuchs und von 1998 bis 2002 die lokale Osceola High School, an der er ebenfalls bereits als Fußballspieler im Einsatz war, besuchte. In seiner frühen Laufbahn wurde er speziell durch seinen Vater, der bei einer Vielzahl seiner Spiele beiwohnte, ehe er während der Studienzeit seines Sohnes im Jahre 2006 im Alter von 55 Jahren verstarb, gefördert. So besuchte Joe Nasco von 2003 bis 2004 das Andrew College in Cuthbert, Georgia, wo er der Herrenfußballmannschaft der Sportabteilung Andrew Fighting Tigers angehörte und als Hauptstudiengang Sports Management gewählt hatte. Bereits hier konnte er durch seine Leistung überzeugen und kam als All-American vom Junior-College in Georgia ans Birmingham–Southern College nach Birmingham, Alabama, wo er daraufhin von 2005 bis 2007 studierte. Als Major-Fach wählte er hierbei Business Administration und gehörte auch der Herrenfußballmannschaft der Sportabteilung Birmingham–Southern Panthers an. Erst hier erhielt er ein spezielles Torwarttraining und wurde auf seiner Position maßgeblich gefördert. Beim Team der NCAA Division III galt er ebenfalls als herausragender Spieler und wurde im Laufe seiner dortigen Karriere unter anderem im Jahre 2005 in die All-Conference-Auswahl der Big South Conference gewählt. Nachdem er bereits während seiner College-Karriere mit Verletzungen zu kämpfen hatte und auch einige nach dem Studium absolvierte Probetrainings bei Profimannschaften (Chicago Fire, Puerto Rico Islanders und Real Maryland Monarchs) fehlschlugen, kam er zu einem kurzzeitigen Engagement beim Amateur-Franchise Panama City Pirates aus der USL PDL, ehe er sich im Jahre 2008 vorerst gegen eine Karriere als Fußballspieler aussprach. Nachdem er zwar von den Puerto Rico Islanders ein Angebot erhalten hatte, er jedoch nicht mit 600 US-Dollar im Monat als Gehalt nicht ausgekommen wäre, sagte er dem Franchise ab und begann eine kurzzeitige Tätigkeit als LKW-Fahrer bei einer Firma aus Georgia. Nachdem er in weiterer Folge eine Polizeiakademie besuchte, startete er im Februar 2010 in den Beruf des Deputy Sheriff am Gordon County Sheriff’s Office in Calhoun, Georgia, wo er unter seinem späteren Schwiegervater tätig war.

### Start in den Profifußball nach Polizeilaufbahn
Noch während seiner Laufbahn als Polizist besuchte er im Januar 2012 ein Trainingscamp des Profi-Franchises Atlanta Silverbacks mit Spielbetrieb in der als zweitklassig angesehenen North American Soccer League (NASL). Nachdem er ab dieser Zeit mit der Mannschaft mittrainierte und laufend vom damaligen Torwarttrainer Jose „Gaucho“ Pinho gelobt wurde, unterschrieb er am 21. März 2012, bereits 27-jährig, seinen ersten Profivertrag bei den Silverbacks. Dabei sollte er als Nummer 2 hinter dem ungarischen Stammtorhüter Dániel Illyés agieren und nur sporadisch zum Einsatz kommen. Daraufhin dauerte es knapp zwei Monate, ehe Nasco zu seinem Profidebüt kam, als er am 16. Mai 2012 bei einer 0:3-Auswärtsniederlage gegen die Puerto Rico Islanders über die volle Spieldauer eingesetzt wurde. Hierbei konnte er unter anderem sogar einen Elfmeter parieren, jedoch den Nachschuss und das daraus resultierende Tor nicht verhindern. Nur zwei Wochen später absolvierte er für die Silverbacks auch eine Partie gegen den Seattle Sounders FC im Lamar Hunt U.S. Open Cup 2012, in deren Folge die Mannschaft mit 1:5 dem MLS-Franchise unterlag. Daraufhin brachte es der ehemalige Polizist bis zum Saisonende 2012 noch zu je einem weiteren Einsatz über die volle Spieldauer im Juli sowie im September und beendete die Saison mit der Mannschaft auf dem siebenten von acht Tabellenplätzen und schaffte damit nicht den Einzug in die saisonabschließenden Play-offs. Zwischenzeitlich hatte er am 23. Juni 2012 in Carrollton, Georgia, seine Lebensgefährtin Amber White geheiratet.
Den Durchbruch in der Mannschaft fand er daraufhin erst nach dem Abgang des Ungarns, der zurück in seine Heimat wechselte, als er zu Beginn des Spieljahres 2013 zur Stammkraft im Tor der Atlanta Silverbacks aufstieg. So wurde er 2013 über die gesamte Spielzeit hinweg in 20 Ligaspielen eingesetzt und beendete mit der Mannschaft unter anderem die Frühjahrsmeisterschaft auf dem ersten Tabellenrang, wodurch sich das Team bereits für die saisonabschließende Soccer Bowl, das Finalspiel der Meisterschaft, absolvierte. In der Herbstmeisterschaft, die nach dem Frühjahr ausgetragen wurde, erreichte die Mannschaft, nachdem New York Cosmos ins Ligageschehen eingestiegen war, lediglich den siebenten von acht Plätzen und trat in der darauffolgenden Soccer Bowl gegen New York Cosmos, dem Gewinner des Herbstdurchgangs, an. Das Finalspiel wurde daraufhin mit 0:1 verloren, nachdem der brasilianischstämmige ehemalige spanische Nationalspieler Marcos Senna das entscheidende Tor für New York Cosmos erzielte. Obwohl er zum Saisonende in der Torhüterwertung nicht zu den besten Torhütern der Liga zählte, wurde er dennoch in das North American Soccer League Team of the Year, die NASL Best XI, gewählt. Dadurch wurden auch andere Mannschaften auf den Torhüter aufmerksam, die ihn in weiterer Folge umwarben.

### Wechsel in die MLS – Debüt mit 30
Nachdem er bereits in der Vorbereitungsphase auf das MLS-Spieljahr 2014 zum Einsatz kam und bei 75 Einsatzminuten nur ein einziges Tor zuließ, erhielt er am 12. Februar 2014 einen Vierjahresvertrag mit drei zusätzlichen Team-Optionen beim Major-League-Soccer-Franchise Colorado Rapids. Bereits am 15. März 2014, der zweiten Spielrunde und nur sieben Tage nach der Geburt von Tochter Caroline Marie, saß Joe Nasco erstmals in der höchsten nordamerikanischen Fußballliga auf der Ersatzbank, kam aber vorerst noch nicht zum Einsatz. Noch im Saisoneröffnungsspiel hätte er, nach einer Verletzung des Stammtorhüters in der Saisonvorbereitung, zu seinem MLS-Debüt kommen sollten, versäumte dies jedoch aufgrund der Geburt seiner Tochter. Stattdessen musste er mit John Berner um die Position als Ersatztorwart hinter der Nummer 1, Clint Irwin, kämpfen und absolvierte in dieser Zeit auch einige Spiele für die Reservemannschaft mit Spielbetrieb in der MLS Reserve League, die noch in diesem Jahr aufgelöst wurde. Noch im Juli 2014 wurde er zu seinem ehemaligen Arbeitgeber Atlanta Silverbacks, bei denen er bis zum Saisonende bleiben sollte, verliehen. Da sich jedoch die Colorado Rapids damit absicherten Nasco jederzeit aus dem Leihvertrag zu nehmen und zum Franchise zurückzuholen, wurde dies Option einer Rückholung bereits im darauffolgenden Monat gezogen. Erst gegen Ende August 2014 drang Nasco auf die Position als 1er-Torwart vor und absolvierte am 30. August 2014 bei einer 0:1-Auswärtsniederlage gegen den Seattle Sounders FC sein MLS-Debüt, als er von Beginn an und über die volle Spieldauer das Tor hütete und fünf Torschüsse parierte. Überdurchschnittliche Bekanntheit erlangte er bei seinem zweiten Meisterschaftseinsatz am 5. September 2014, als er einen neuen MLS-Rekord für die am schnellsten erhaltene Rote Karte aufstellte. Im Spiel gegen LA Galaxy erhielt er nach nur 34 absolvierten Sekunden aufgrund eines Fouls an Alan Gordon eine rote Karte; die Partie, bei der daraufhin der eigentliche Stammtorhüter Irwin im Tor war, endete in einer klaren 0:6-Niederlage. Nachdem er ein Spiel gesperrt war, setzte ihn Trainer Pablo Mastroeni im September in zwei weiteren Ligaspielen ein, womit Nasco bis zum Saisonende in insgesamt vier MLS-Spielen im Einsatz war und es auf ebenso viele Einsätze in der MLS Reserve League gebracht hatte.

### Als Ersatz zu den Fort Lauderdale Strikers und erste Trainertätigkeiten
Da Einsätze als Stammkraft bei den Colorado Rapids aussichtslos waren, machte sich Nasco trotz laufenden Vertrags auf die Suche nach einem neuen Arbeitgeber und absolviert unter anderem ein Probetraining beim Ligakonkurrenten New England Revolution. So wurde er noch Ende des Jahres 2014 zusammen mit deren Drittrunden-Draft-Pick im MLS SuperDraft 2015 von den Colorado Rapids an New England Revolution abgegeben, woraufhin die Rapids im Gegenzug die Spieler Dimitry Imbongo und Geoffrey Castillion, sowie einen Zweitrunden-Draft-Pick im MLS SuperDraft 2015 erhielten. Da er hier jedoch keinen Vertrag angeboten bekam, verschlug es ihn daraufhin wieder in die nordamerikanische Zweitklassigkeit, wo er bei den Fort Lauderdale Strikers, vormals Miami FC, unter Vertrag genommen wurde. Bei den Strikers unterschrieb er einen Vertrag bis Saisonende und war zu diesem Zeitpunkt zusammen mit dem ebenfalls noch unerfahrenen David Meves einer von zwei Torhütern im Kader, der daraufhin auch noch vom ständigen Ersatz Lionel Brown als dritter Torhüter ergänzt wurde. Nachdem Ende Mai Josh Ford auf Leihbasis zu den Strikers kam und sofort als Stammkraft fungierte, hatte Nasco nur mehr wenig Aussicht auf einen Einsatz in der NASL. Seinen einzigen NASL-Einsatz in diesem Jahr absolvierte er am 25. April 2015, als er, als Ersatz für den verletzten Meves, bei einem 3:1-Auswärtssieg über Ottawa Fury von Beginn an spielte und ab der 12. Spielminute verletzungsbedingt durch Lionel Brown ersetzt wurde. Nachdem er sich hierbei einen Wadenbeinbruch zugezogen hatte, sollte er nach einer Operation wieder bis zum Saisonende zum Einsatz kommen, was jedoch misslang.
Nachdem sein Vertrag mit Saisonende 2015 ausgelaufen und er fortan vereinslos war, jedoch nebenbei für das Programm West Coast Goalkeeping arbeitete, wurde er im Mai 2016 von seiner ehemaligen Alma Mater, dem Birmingham–Southern College, als Assistenz- und Torwarttrainer unter Vertrag genommen. Hier arbeitet er seitdem mit dem neuen Cheftrainer Greg Vinson, der zuvor 20 Jahre lang als Assistenztrainer der Herrenfußballmannschaft agierte und der erste Assistenztrainer in der Geschichte des Fußballprogramms am Birmingham–Southern College war, zusammen.

## Erfolge
mit den Atlanta Silverbacks
- Sieger der Spring Championship der NASL: 2013
- Finalist der Soccer Bowl: 2013
- Wahl ins North American Soccer League Team of the Year: 2013